# Seconda legge di Gay-Lussac

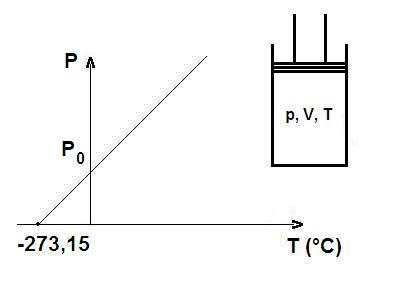
Rappresentazione grafica della seconda legge di Gay Lussac

La seconda legge di Gay-Lussac (legge di trasformazione isocora), detta anche seconda legge di Volta - Gay-Lussac, nota all'estero come legge di Amontons o come legge di Amontons - Volta - Gay-Lussac, è una legge costitutiva che descrive come una quantità di sostanza costante di un gas, in una trasformazione isocora, cioè anche in condizioni di volume costante, la pressione di un gas sia direttamente proporzionale alla sua temperatura assoluta.
Questa legge prende il nome dal chimico-fisico francese Joseph Louis Gay-Lussac, che la formulò nel 1802, anche se era già stata scoperta un secolo prima da Guillaume Amontons; anche il fisico italiano Alessandro Volta, che nel 1791 compì ricerche analoghe sulla dilatazione dei gas, anticipò come per la prima legge, i risultati di Gay-Lussac.

## Formulazione matematica e conseguenze fisiche

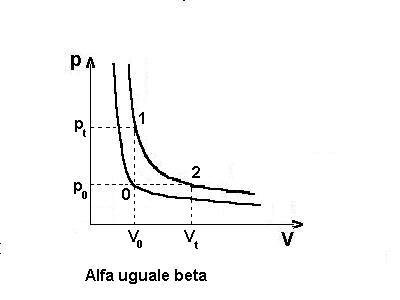
Rappresentazione grafica che alfa è sempre uguale per qualsiasi trasformazione, sia isocora sia isobara

Indicando con {\displaystyle p_{0}} la pressione di un gas alla temperatura di {\displaystyle 0\;^{\circ }C} e con {\displaystyle p(t)} la pressione a una temperatura {\displaystyle t>0}, questa legge è espressa matematicamente dalla relazione:
{\displaystyle p={p}_{0}(1+{\alpha }t)}
con {\displaystyle t} in °C.
Il parametro {\displaystyle \alpha } è detto coefficiente di espansione dei gas e vale per tutti i gas circa {\displaystyle 3,663\cdot 10^{-3}\;^{\circ }C^{-1}}, pari a circa {\displaystyle 1/273\;^{\circ }C^{-1}}.  (Le dimensioni di {\displaystyle \alpha } sono {\displaystyle ^{\circ }C^{-1}} perché il prodotto {\displaystyle \alpha t} deve essere adimensionale).
{\displaystyle \alpha } rappresenta quindi l'aumento relativo di pressione subito dal gas quando la sua temperatura aumenta di {\displaystyle 1\;^{\circ }C}. Ad esempio, se la temperatura del gas aumenta da {\displaystyle 0} a {\displaystyle 100\;^{\circ }C}, la pressione del gas a {\displaystyle 100\;^{\circ }C} è {\displaystyle p(100)=p_{0}(1+0,3663)=1,3663p_{0}}; la pressione del gas aumenta cioè del 36% circa.
Se la temperatura viene ridotta a valori inferiori a {\displaystyle 0\;^{\circ }C}, allora la pressione {\displaystyle p(t)} viene proporzionalmente ridotta; l'equazione prevede che essa si annulli in corrispondenza di una temperatura {\displaystyle t=-{\frac {1}{\alpha }}=-273,15\;^{\circ }C}. 
Tale temperatura è detta zero assoluto. In realtà la maggior parte dei gas si liquefa prima di giungere a tale temperatura: l'azoto a {\displaystyle -196\;^{\circ }C}, l'idrogeno a {\displaystyle -253\;^{\circ }C}.
L'elio tuttavia si liquefa solo a {\displaystyle -269\;^{\circ }C} e segue la legge di Gay-Lussac più o meno fino a quella temperatura. 
Se {\displaystyle T} rappresenta la temperatura assoluta del gas, la seconda legge di Gay-Lussac prende la forma più semplice:
{\displaystyle p=p_{0}\alpha T}
Dunque la legge si può esprimere nei termini seguenti:
La seconda legge di Gay-Lussac è sperimentalmente verificata per pressioni non troppo elevate e per temperature non troppo prossime alla temperatura di liquefazione del gas, ovvero quando il gas si comporta come un gas ideale. In tal senso, essa è una "legge limite", essendo rigorosamente vera solo per condizioni che si avvicinano alla condizione limite di gas ideale (al quale si avvicinano tutti i gas per pressioni molto basse e temperature molto alte).